# شويروكويتا

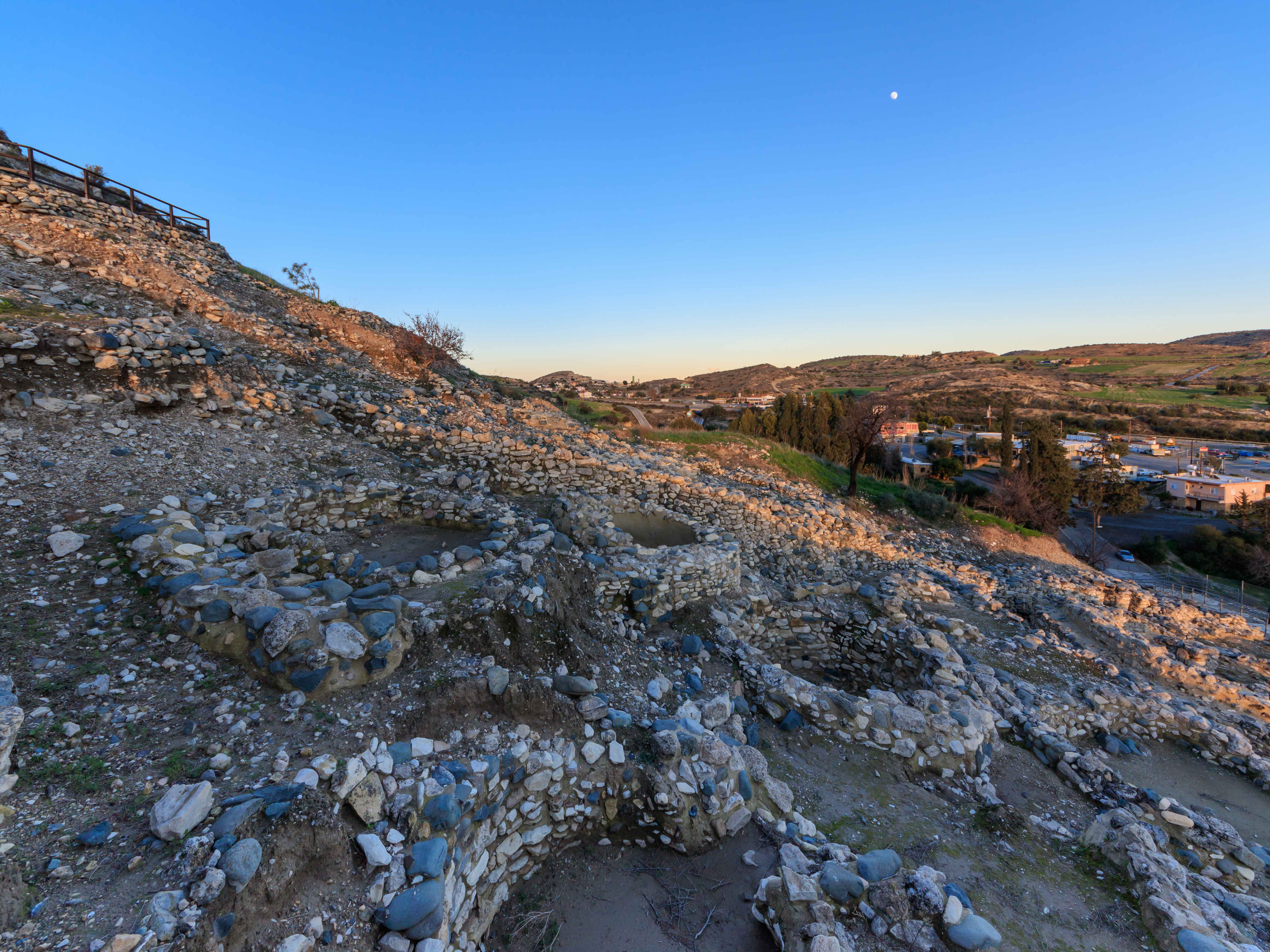

يعتبر موقع شويروكويتا (باليونانية:Χοιροκοιτία) (بالتركية:Hirokitya)، يرقى إلى العصر الحجري والمأهول منذ القرن السابع والسادس ق.م أحد أهم المواقع التاريخية التي تعود إلى العصر الحجري في الجزء الشرقي من المتوسط. ولقد سمحت الآثار التي تم اكتشافها أثناء التنقيب بالتعرف إلى تطور المجتمع الإنساني في هذه المنطقة. ولم يتم التنقيب في الموقع إلا بصورة جزئية وهو يشكل بالتالي خزاناً تراثياً استثنائياً لأعمال البحث المستقبلية.
هو موقع أثري في جزيرة قبرص، التي يرجع تاريخها إلى العصر الحجري الحديث، أدرجت كموقع للتراث العالمي من قبل اليونسكو منذ عام 1998.

## المعرض

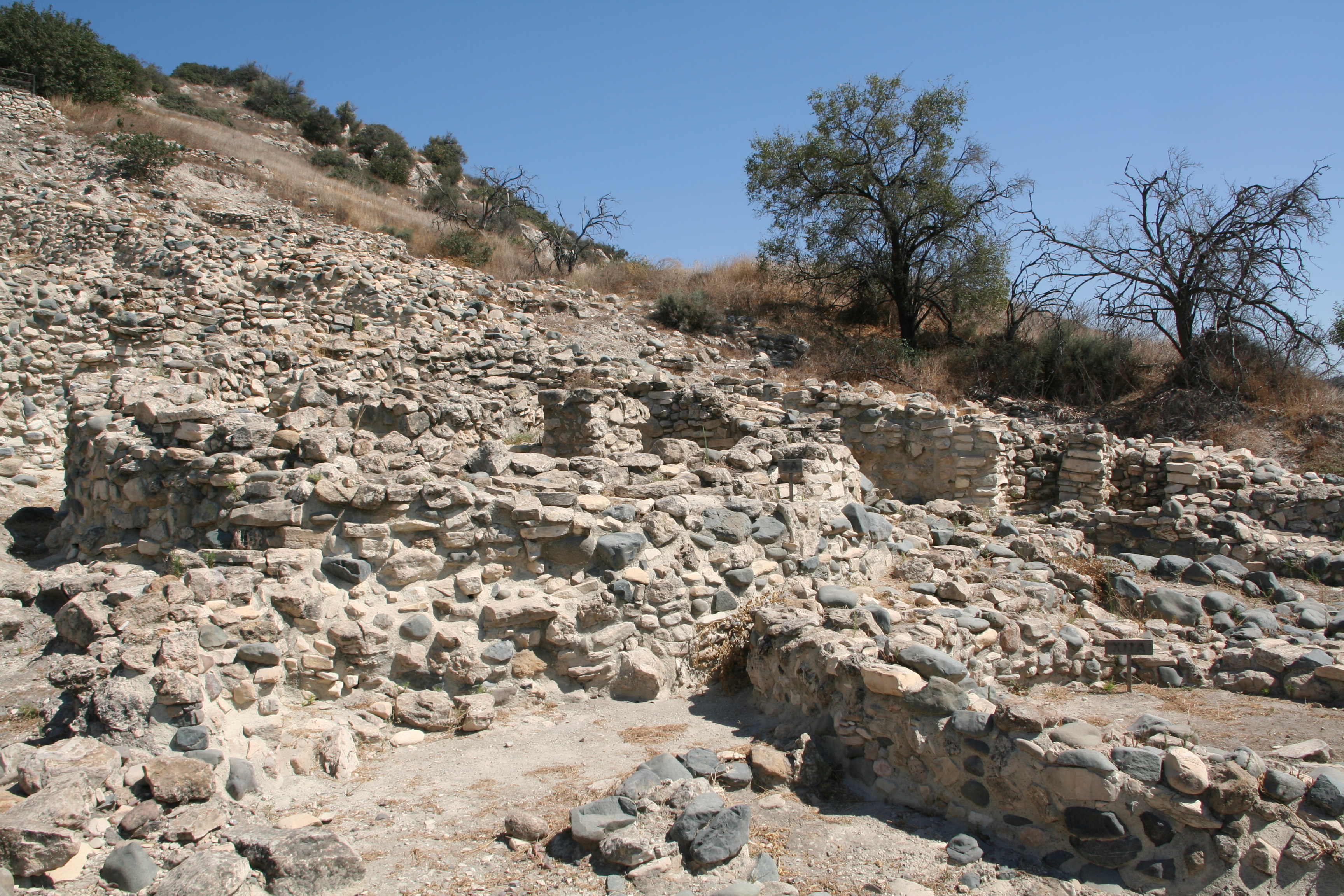
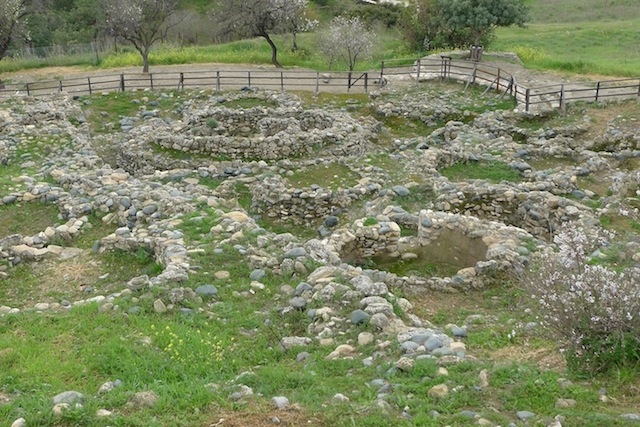
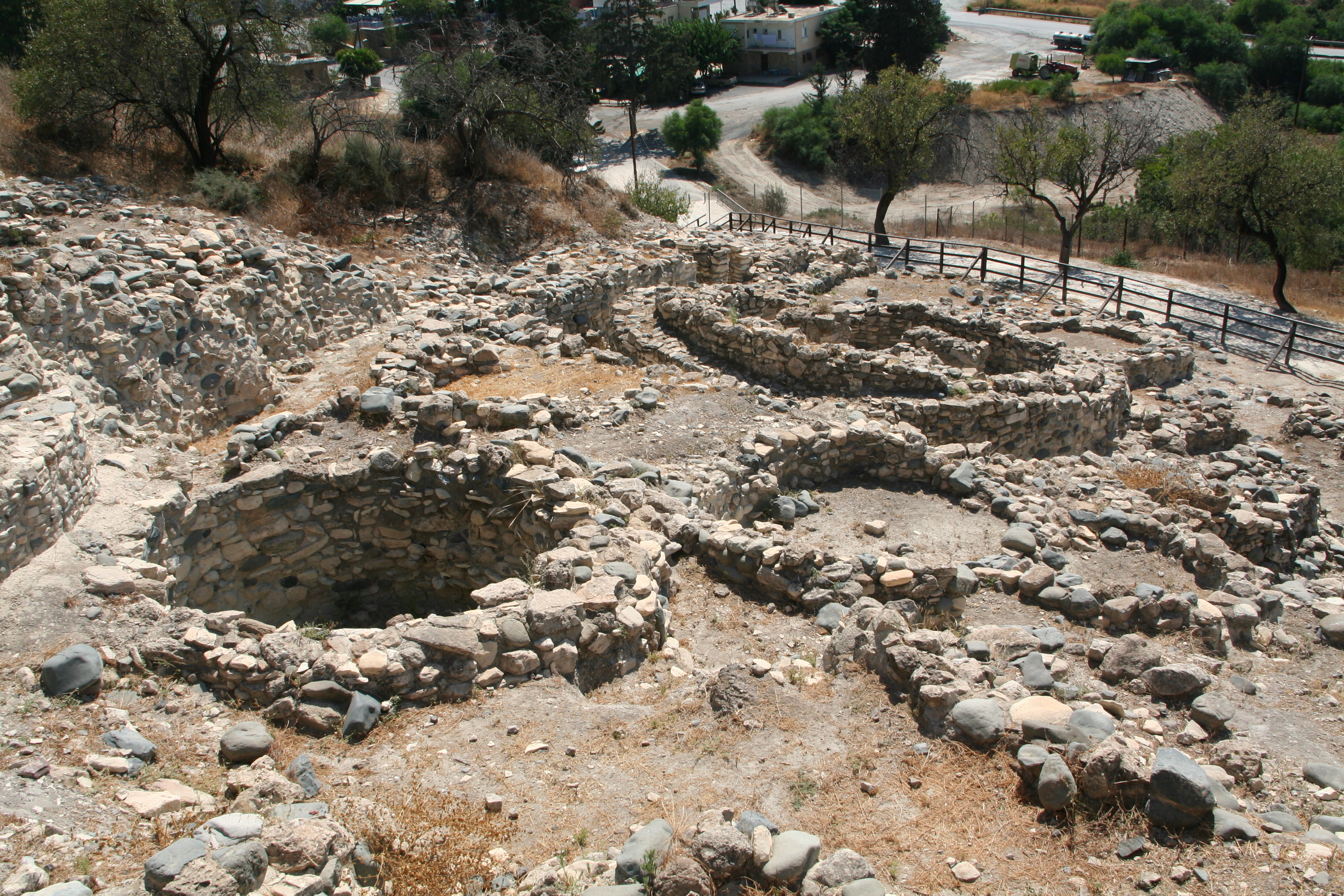
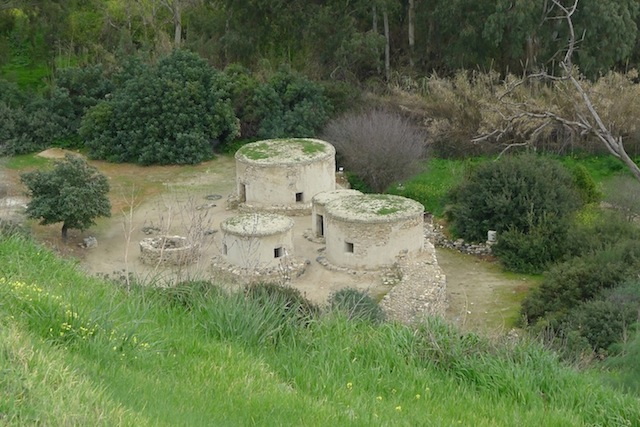
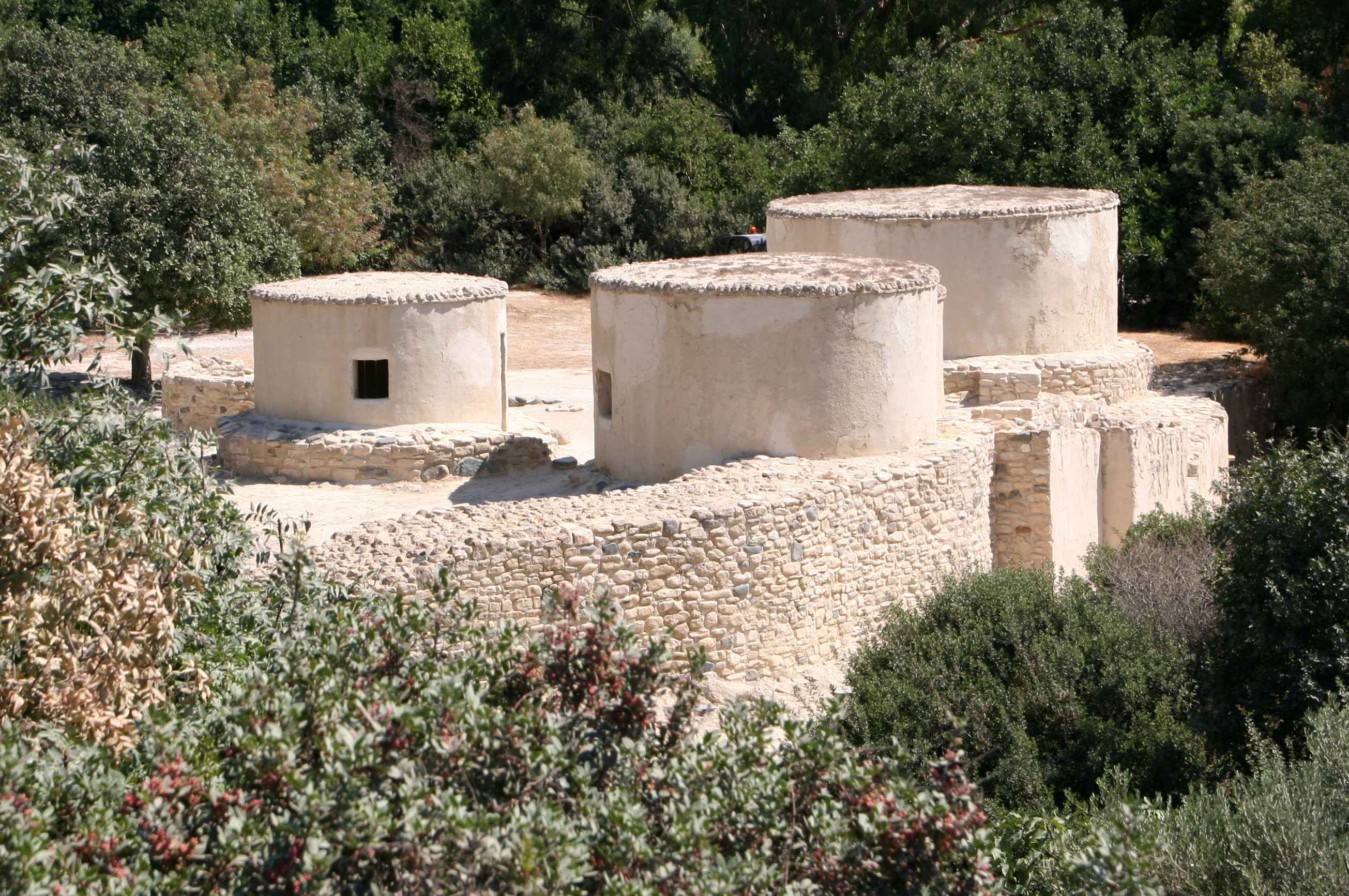
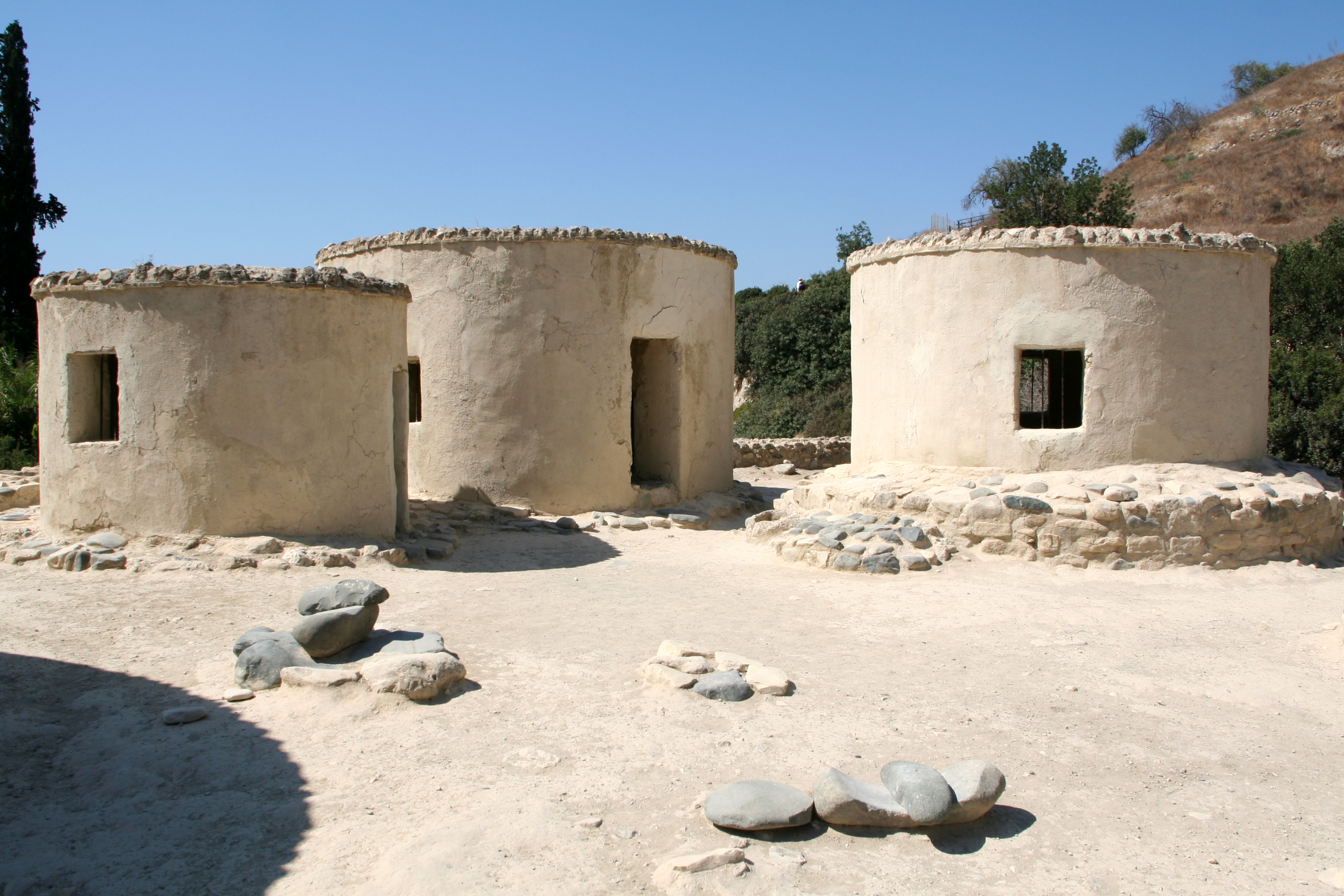
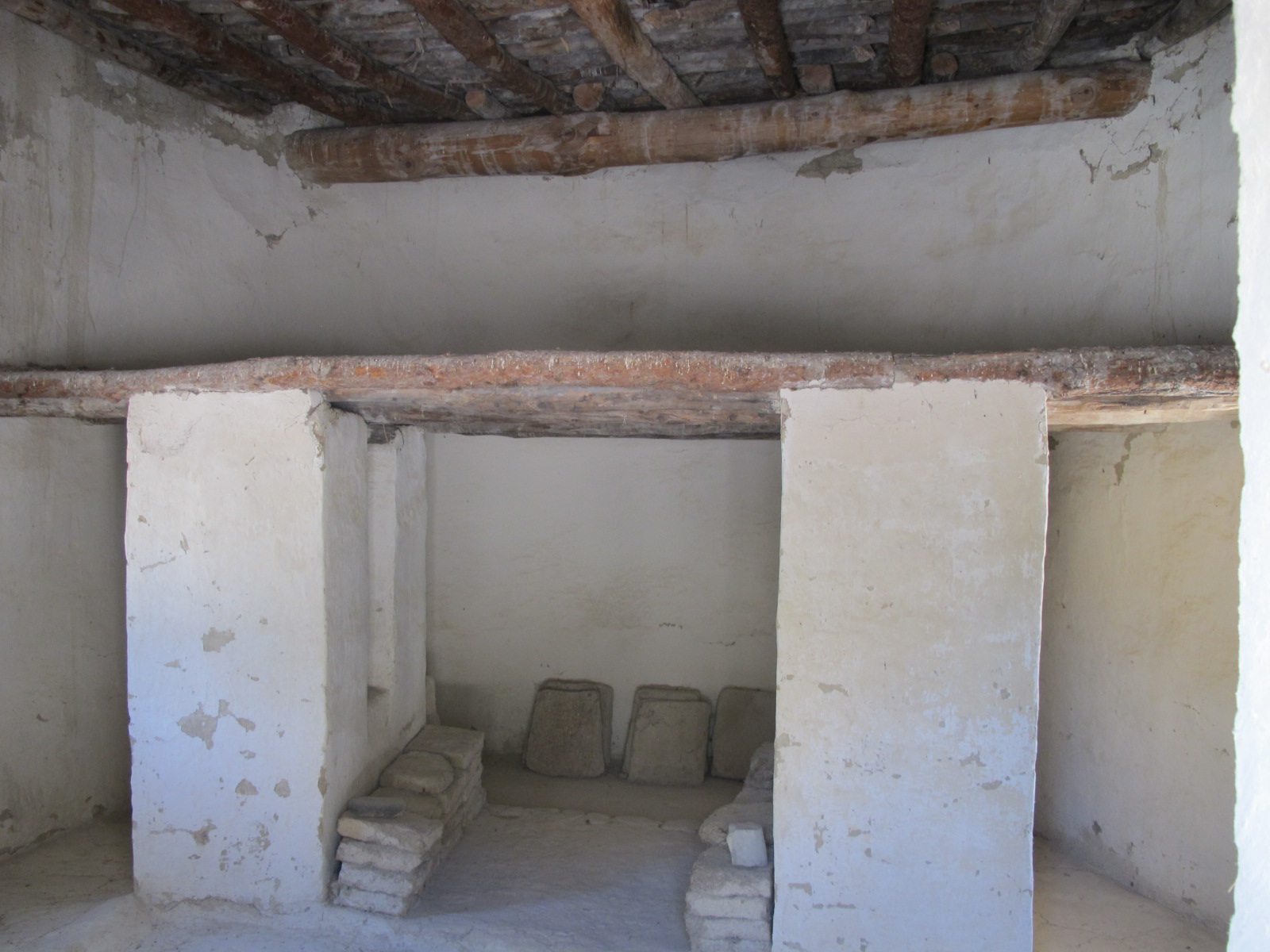
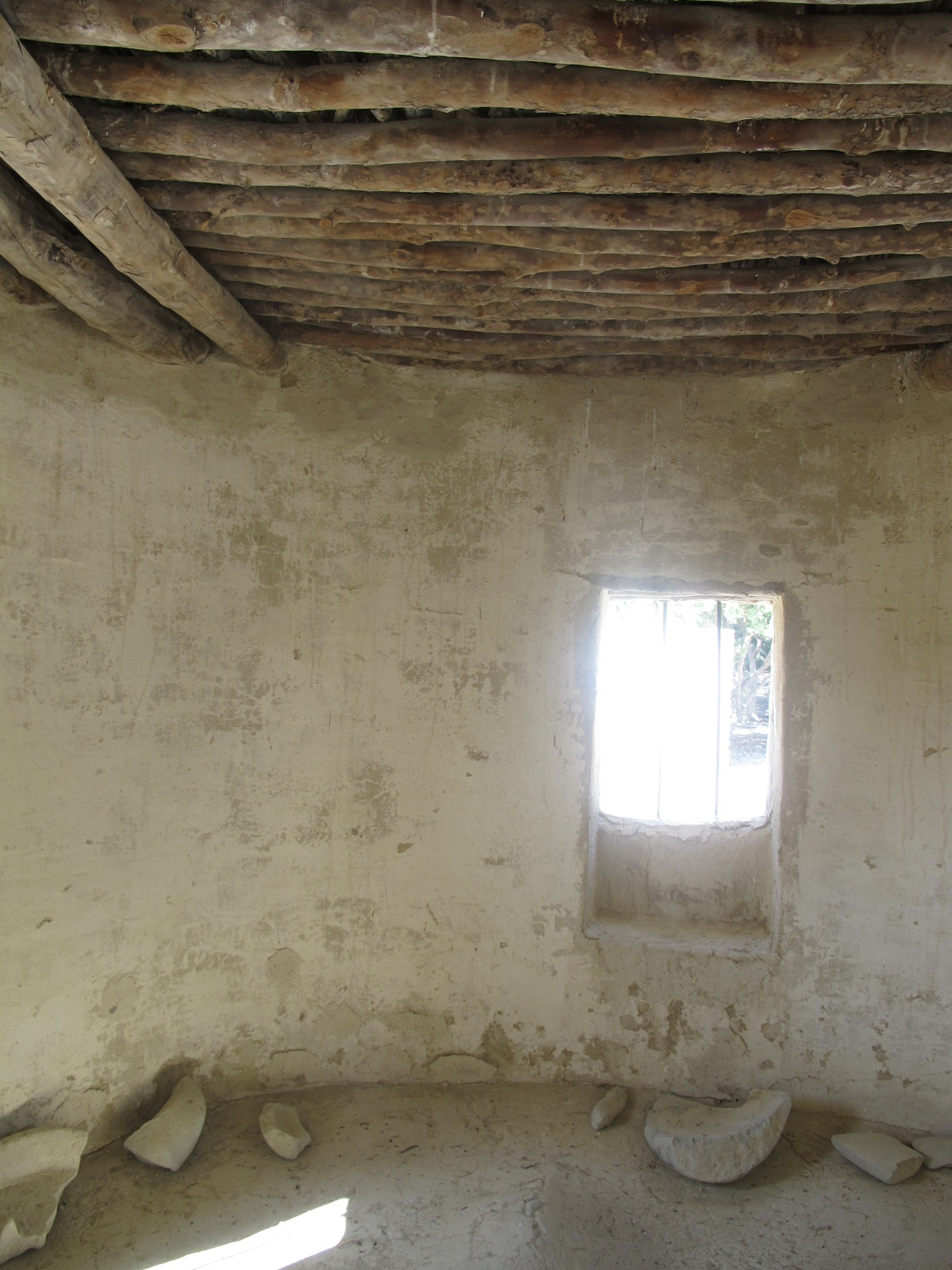
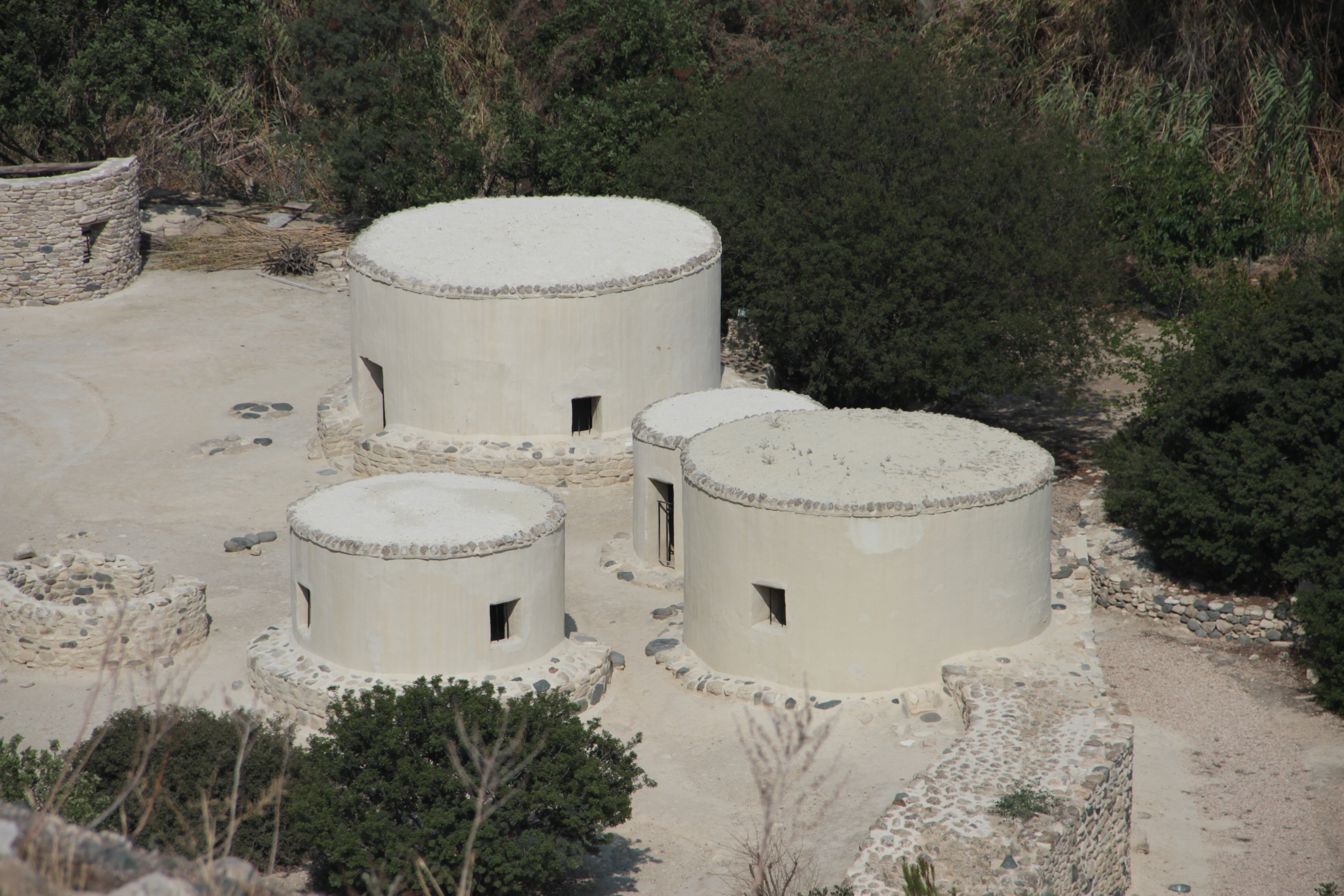